# Golden Arrow
«Golden Arrow» (англ. Золотая стрела) — британский автомобиль, созданный для установления рекорда скорости. 11 марта 1929 года пилотируемый гонщиком Генри Сигрейвом на Дейтона-Бич, он достиг скорости 231,45 миль/ч (372,46 км/ч), превысив предыдущий рекорд на 24 мили/ч (39 км/ч). В настоящее время автомобиль экспонируется в Национальном автомобильном музее в Бьюли (Гэмпшир, Англия).

## Автомобиль
«Golden Arrow» был создан для бывшего гонщика Sunbeam майора Генри Сигрейва, побившего рекорд скорости Рэя Кича. Автомобиль был одним из первых гоночных автомобилей с заострённым носом и узким обтекателем. Машина приводилась в движение 23,9-литровым авиационным двигателем W12 Napier Lion VIIA, специально подготовленным компанией D. Napier & Son. Двигатель предназначался для самолётов Supermarine, участвующих в Кубке Шнайдера, и имел мощность 925 л. с. (690 кВт) при 3300 об / мин.
Автомобиль был спроектирован бывшим инженером Sunbeam, конструктором авиационных двигателей и гоночным менеджером капитаном Джоном Сэмюэлем Ирвингом. Он имел по бокам ёмкости со льдом, через которые проходила охлаждающая жидкость, и телескопический прицел на капоте, помогающий удержаться на трассе. Компания Thrupp & Maberly изготовила алюминиевые панели кузова для автомобиля.
В марте 1929 года Сигрейв отправился в Дейтона-Бич и, после единственного пробега, 11 марта в присутствии 120 тысяч зрителей установил новый рекорд скорости 231,45 миль/ч (372,46 км/ч), намного превысив старый рекорд Кича 207,55 миль/ч (334,00 км/ч). Два дня спустя Ли Байбл на автомобиле White Triplex разбился при попытке установить мировой рекорд. В катастрофе, кроме Байбла, погиб фотограф. Трасса была закрыта, и Сигрейв не смог продолжить заезды, чтобы достичь более высоких запланированных скоростей. На следующий год Сигрейв погиб при попытке установить рекорд скорости на воде. «Golden Arrow» больше никогда не ездил.

### Конструкция
Ирвинг ушёл из компании Sunbeam, и его новый работодатель предоставил ему возможность использовать часть рабочего времени на разработку «Golden Arrow». По словам Сигрейва, «Golden Arrow» был очень послушным по сравнению с другими машинами подобного типа.
Спонсорам требовался британский бренд для двигателя, поэтому была выбрана фирма Napier. Шины Dunlop не гарантировали безопасность на скоростях выше 250 миль/ч (400 км/ч), поэтому от достижения ранее запланированной скорости 274 миль/ч (441 км/ч) отказались. Чтобы уменьшить лобовое сопротивление, Ирвинг использовал форму обтекателя гоночного самолёта Supermarine S.5. Обтекатели перед передними колесами не дали улучшений, и от них отказались. Кабина была уменьшена до минимально возможных размеров. Для удержания на трассе при боковых порывах ветра был применён хвостовой плавник, который относил центр давления на дюйм сзади центра тяжести. Корпус был изготовлен так, чтобы прижимать ведущие колёса к земле и обеспечивать устойчивость автомобиля. К хвосту добавили ещё 260 фунтов (120 кг) свинцового балласта. Двойные опорные валы получили прочные кожухи на случай разрушения на большой скорости. Ведущая ось не имела дифференциала. Тормоза были установлены на все колёса. Автомобиль был построен на заводе «KLG».
Двигатель работал без перебоев, и дополнительное охлаждение с помощью льда оказалось ненужным. Сигрейв сделал только две пробежки. Включая этот первый тестовый пробег, сомнительно, чтобы автомобиль проехал более 40 миль (64 км) за всё время эксплуатации.